# Tephrosia brachyodon
Tephrosia brachyodon är en ärtväxtart som beskrevs av Karel Domin. Tephrosia brachyodon ingår i släktet Tephrosia och familjen ärtväxter. IUCN kategoriserar arten globalt som livskraftig.

## Underarter
Arten delas in i följande underarter:
- T. b. brachyodon
- T. b. cloncurriensis
- T. b. longifolia
- T. b. longipes
- T. b. retinervis